# Bathybagrus
Bathybagrus là một chi cá trê thuộc họ Claroteidae, có nguồn gốc từ Châu Phi. Chúng chỉ được tìm thấy ở Hồ Tanganyika.

## Các loài
Hiện tại có 6 loài được công nhận trong chi này:
- Bathybagrus grandis ( Boulenger, 1917) (Kukumai)
- Bathybagrus graueri ( Steindachner, 1911)
- Bathybagrus platycephalus ( Worthington & Ricardo, 1937)
- Bathybagrus sianenna ( Boulenger, 1906)
- Bathybagrus stappersii ( Boulenger, 1917)
- Bathybagrus tetranema RM Bailey & DJ Stewart, 1984